# NGC 2979
NGC 2979 este o galaxie spirală situată în constelația Sextantul. A fost descoperită în 25 martie 1786 de către William Herschel. Se află la o distanță de 66,68 de megaparseci de Pământ.